# Philoxerus wrightii
Philoxerus wrightii là loài thực vật có hoa thuộc họ Dền. Loài này được Hook. f. miêu tả khoa học đầu tiên năm 1880.